# Music & me
『music & me』（ミュージック・アンド・ミー）は、原田知世の17作目のオリジナル・アルバム。2007年11月28日にin the garden recordsからリリースされた。

## 概要・制作
原田の40歳の誕生日にリリースされたデビュー25周年記念アルバム。紙ジャケット仕様。オリジナルとしては『My Pieces』以来約5年ぶりのリリースとなる作品で、原田の「シンプルな上質さ」というイメージやそのライフスタイルを凝縮した一枚となっている。サウンド・プロデューサーはnaomi & goroの伊藤ゴロー。原田に縁のある鈴木慶一、高橋幸宏、大貫妙子ら豪華アーティスト陣が多数参加しており、ほか、キセル、高木正勝、オニキユウジなど、新たに若手の作家も起用している。オリジナル曲以外にも、「時をかける少女」「シンシア」のセルフカバーや、ビートルズのカバーなども収録されている。
前作から5年という間が空いたことについて原田は、「音楽活動を再開したい気持ちはずっとあったんですけど、女優業に夢中になっていたら5年が過ぎてしまって。」と振り返っている。アルバムを作るきっかけとなったのは、2005年8月に行われた映画『サヨナラCOLOR』の公開記念ライヴで久しぶりに歌ってみて、「やっぱり音楽っていいな」と思えたことだという。プロデュースを担当した伊藤ゴローと話し合ったことは、「これまでの音楽活動で培ったものに加え、これからの方向性も見えるような作品にしましょう」というもので、「実っている作物をここで一旦収穫しつつ、今後に繋がる種も同時に蒔きたかったんです。」と語っている。
初回盤のみ「くちなしの丘」のミュージック・ビデオと特典映像を収録したDVDが付属した。

## 収録曲

### CD
| #         | タイトル           | 作詞                   | 作曲                                 | 編曲               | 時間  |
| --------- | ------------------ | ---------------------- | ------------------------------------ | ------------------ | ----- |
| 1.        | 「Cruel Park」     | 伊藤ゴロー             | 伊藤ゴロー                           | 伊藤ゴロー         | 3:36  |
| 2.        | 「色彩都市」       | 大貫妙子               | 大貫妙子                             | 伊藤ゴロー         | 3:45  |
| 3.        | 「きみとぼく」     | 原田知世               | 伊藤ゴロー                           | 伊藤ゴロー         | 4:02  |
| 4.        | 「Are You There?」 | ハル・デヴィッド       | バート・バカラック                   | 高橋幸宏           | 4:38  |
| 5.        | 「I Will」         | レノン・マッカートニー | レノン・マッカートニー               | 伊藤ゴロー         | 1:49  |
| 6.        | 「Wonderful Life」 | オニキユウジ           | オニキユウジ                         | オニキユウジ       | 3:58  |
| 7.        | 「菩提樹の家」     | 鈴木慶一               | 鈴木慶一                             | 鈴木慶一           | 4:55  |
| 8.        | 「シンシア」       | 原田知世               | ウルフ・トレッソン、ジョニー・デニス | 伊藤ゴロー         | 4:55  |
| 9.        | 「Aie」            | 田口晴香               | 高木正勝                             | 高木正勝           | 2:47  |
| 10.       | 「ノスタルジア」   | 樽湖夫                 | 伊藤ゴロー                           | 伊藤ゴロー         | 3:54  |
| 11.       | 「くちなしの丘」   | 辻村豪文               | 辻村豪文                             | 伊藤ゴロー、キセル | 5:11  |
| 12.       | 「時をかける少女」 | 松任谷由実             | 松任谷由実                           | 伊藤ゴロー         | 3:58  |
| 合計時間: | 合計時間:          | 合計時間:              | 合計時間:                            | 合計時間:          | 47:28 |

### 曲解説
1. Cruel Park
  - 全編英語詞による楽曲。原田によると、毎回アルバムの1曲目をどの曲にするか非常に悩むが、この曲の余りにも繊細で美しいメロディに魅了され、迷うことなくこの曲を選んだという[6]。
2. 色彩都市
  - 大貫の同名曲のカバー。原田はこれまでに大貫から多くの楽曲提供を受けており、本作にも是非参加してほしいと依頼した。大貫からは「わたしの曲をカバーしてみませんか？」と提案があり、好きな曲がたくさんあって悩んだが、最終的にこの曲が選ばれた[6]。
3. きみとぼく
  - 原田自身が作詞を手掛けている。「家族や友達など、これまで出会えた大切な人たちとは、もしかしたらずっと昔から何度も出会っていて、離れる時が来てもきっといつかまた会えるような気がして、そうなるとほんとにうれしいなあ。」という想いを込めて書いたとのこと[6]。
4. Are You There?
  - バート・バカラックの同名曲のカバーで、高橋幸宏による選曲。ほかにマリ・ウィルソン（英語版）、ジョン・ソーダ（英語版）、ラリ・プナ（英語版）などの曲も候補に挙がったが、最終的に原田と伊藤とで相談の上、 この曲に決定した[6]。
5. I Will
  - ビートルズの同名曲のカバーで、キセルがコーラスとして参加している。原田によると、アルバム作りの後半になって「デュエット曲があっても楽しいかも」と思いたち、キセルの辻村豪文に歌を依頼したという。ビートルズの曲を選んだのは伊藤の発案によるもの[6]。
6. Wonderful Life
  - 原田は、オニキユウジの作るメロディと声が好きで、以前から「いつか曲を書いてもらえたら」と思っていたという。この曲はアレンジに加えて、ドラム以外の演奏も全てオニキが担当している。コーラスは、オニキと原田の声を重ねてミックスしている[6]。
7. 菩提樹の家
  - 作曲を手掛けた鈴木慶一は、原田にとってアルバム『GARDEN』の制作以来、長い付き合いとなる音楽家で、原田自身の音楽生活を覚醒してくれた人だという。この曲はまさに原田が想像する″鈴木慶一ワールド″そのもので、少しセンチメンタルな間奏の展開が特に気に入っているとのこと[6]。
8. シンシア
  - 1997年7月にリリースされたシングル表題曲のセルフカバー。原田は、伊藤のアレンジによって曲が新しく生まれ変わり、大人の雰囲気になったと話している[6]。
9. Aie
  - 全編英語詞による楽曲。原田は高木正勝の独自の映像と音楽の世界に惹かれ、楽曲制作を依頼したらどんな曲が生まれるのだろうと楽しみにしていたという。届いた曲は、「まるでヨーロッパの映画音楽を連想させるような世界」と感想を述べている[6]。
10. ノスタルジア
  - 2006年10月4日に発売された、伊藤ゴローのソロプロジェクト・MOOSE HILLのアルバム『desert house』収録曲「ノスタルジア feat. HARADA Tomoyo」のソロ・カバーヴァージョン。
11. くちなしの丘
  - 原田はキセルの二人が作る音や、どこか懐かしさを感じるメロディが好きで、以前からいつか曲を書いてもらえたらと思っていた。この曲が届いた時は、あまりにも良い曲で涙が出てしまったという[6]。
12. 時をかける少女
  - 長年封印されていた自身最大のヒット曲を、軽いボサノヴァ調のアレンジでセルフカバー。原田は、この曲のセルフカバーはとても難しく思えて、これまで大切にしまっていたが、時が経った今ならまた新しい気持ちでこの曲と向き合える気がして歌ってみたと述べている[6]。